# 陳慧慧
陳慧慧，香港女商人、慈善家。现任南丰集团榮譽董事长。

## 生平
籍貫浙江鄞县云龙镇（今属宁波市鄞州区），是香港纺织业巨头陈廷骅次女。有姐陳慧芳。母亲楊福和。1985年，入南丰集团参与公司运作，此后公司业务逐步由纺织业转向地产开发。2006年9月，入股其士集团科技，持股9.9% 。2009年9月，出任香港電視廣播有限公司（TVB）獨立非執行董事。2009年末，正式从父亲手中接手南丰集团，任董事长兼董事总经理。
陈廷骅去世后，曾传出家族遗产继承风波。
2013年，邀香港前财长梁锦松加盟南豐集團任行政总裁。2014年10月，斥资1.54亿英镑（合2.5亿美元），在英国伦敦金丝雀码头区收购写字楼。